# Штити
Штити (чеш. Štíty) град је у Чешкој Републици. Град се налази у управној јединици Оломоуцки крај, у оквиру којег припада округу Шумперк.

## Становништво
Према подацима о броју становника из 2014. године град је имао 2.058 становника.